# Codex Eyckensis
Le Codex Eyckensis, appelé aussi parfois évangéliaire de Sainte-Harlinde, est un Évangile composite du VIIIe siècle réalisé à partir de deux manuscrits enluminés probablement rassemblés au XIIe siècle et séparés en 1988. Le Codex Eyckensis est le manuscrit le plus ancien conservé en Belgique. Il est conservé depuis le VIIIe siècle sur le territoire de la municipalité actuelle de Maaseik. Il a probablement été réalisé à l'abbaye d'Echternach. 

## Historique
Le codex date du VIIIe siècle et provient de l'ancienne abbaye bénédictine d'Aldeneyck, consacrée en 728. Les nobles mérovingiens Adalhard, seigneur de Denain, et sa femme Grinuara, fondent l'abbaye pour leurs filles Harlinde et Relinde dans "un petit et inutile coin de forêt" le long de la Meuse. Le monastère a été appelé Eike ("chêne" en néerlandais), en référence aux arbres plantés dans ce lieu. Plus tard, à la suite de la croissance de la municipalité voisine de Niew-Eik (ou "Nouvelle-Eike", aujourd'hui Maaseik), ce lieu a été renommé Aldeneyck (ou "Oude Eike, ancienne Eike). Saint Willibrord a consacré Harlinde, première abbesse de la communauté religieuse, et après sa mort, saint Boniface a consacré Relinde comme successeur.
Le Codex Eyckensis servait à l’étude de la parole du Christ et à sa diffusion. On attribue généralement à saint Willibrord le fait d’avoir amené à Aldeneyck ces deux livres évangéliques du Codex Eyckensis provenant de l'Abbaye d'Echternach. Ceux-ci ont peut-être été reliés au XIIe siècle.
En 1571, l’abbaye d’Aldeneyck est abandonnée, sous la menace d’une guerre religieuse. À partir du milieu du Xe siècle, plus aucune communauté religieuse de femmes n’a vécu là, mais bien un chapitre de chanoines. Les chanoines ont cherché refuge dans la ville fortifiée de Maaseik. Les trésors de l'église d’Aldeneyck, y compris le Codex Eyckensis, ont trouvé refuge à l'église Sainte-Catherine, où ils sont restés jusqu'à aujourd'hui.

## Origines du Codex
On a longtemps pensé que le Codex Eyckensis avait été écrit par Harlindis et Relindis, les premières abbesses de l'Abbaye d’Aldeneik, canonisées plus tard. Leur hagiographie a été enregistrée au IXe siècle par un clerc de la région. Dans ces documents, nous lisons que Harlindis et Relindis avaient entre autres rédigé un Évangile. Au IXe siècle, le culte des reliques des saintes a débuté et le Codex Eyckensis a depuis été vénéré comme étant le manuscrit de Harlindis et Relindis.

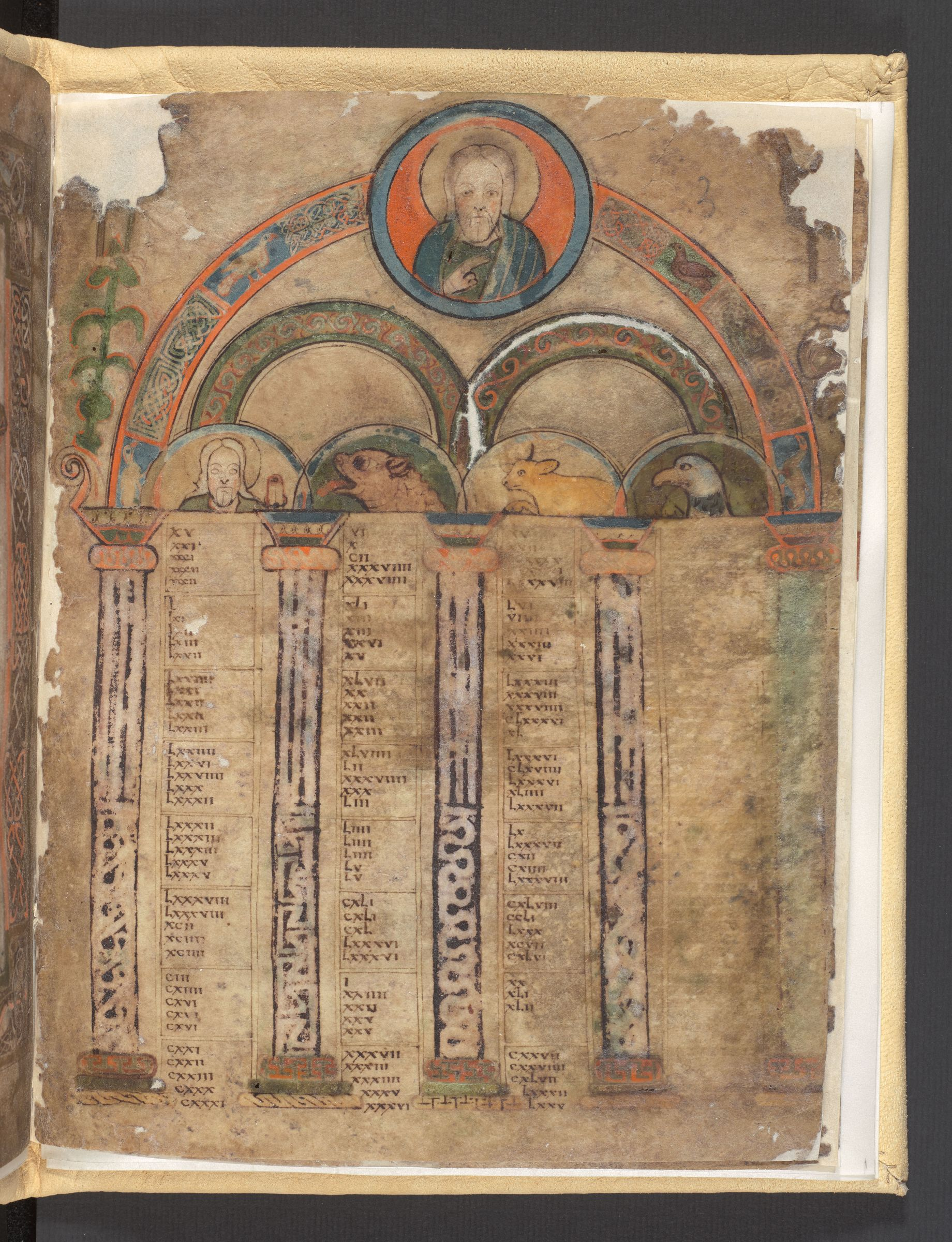
Table des canons, tirés du Codex A

Les dernières lignes du deuxième manuscrit réfutent cela avec le texte suivant : Finito volumine deposco ut quicumque ista legerint pro laboratore huius operis depraecentur (Maintenant que ce livre est terminé, je demande à tous ceux qui lisent ceci de prier pour le créateur de ce travail) ; la forme masculine Laborator marque que l'auteur était un homme, ce qui écarte l'hypothèse des deux abbesses comme scribes.
L’étude comparative menée en 1994 par Albert Derolez (Université de Gand) et Nancy Netzer (Boston College) a montré que le manuscrit A et le manuscrit B sont de la même période, et issus plus que probablement du scriptorium de l'abbaye d'Echternach, et peut-être composés par la même main.

## Description des manuscrits A et B
Le Codex Eyckensis se compose de deux livres de l'Évangile et compte ainsi 133 folios de parchemin de 244mm sur 183 mm.

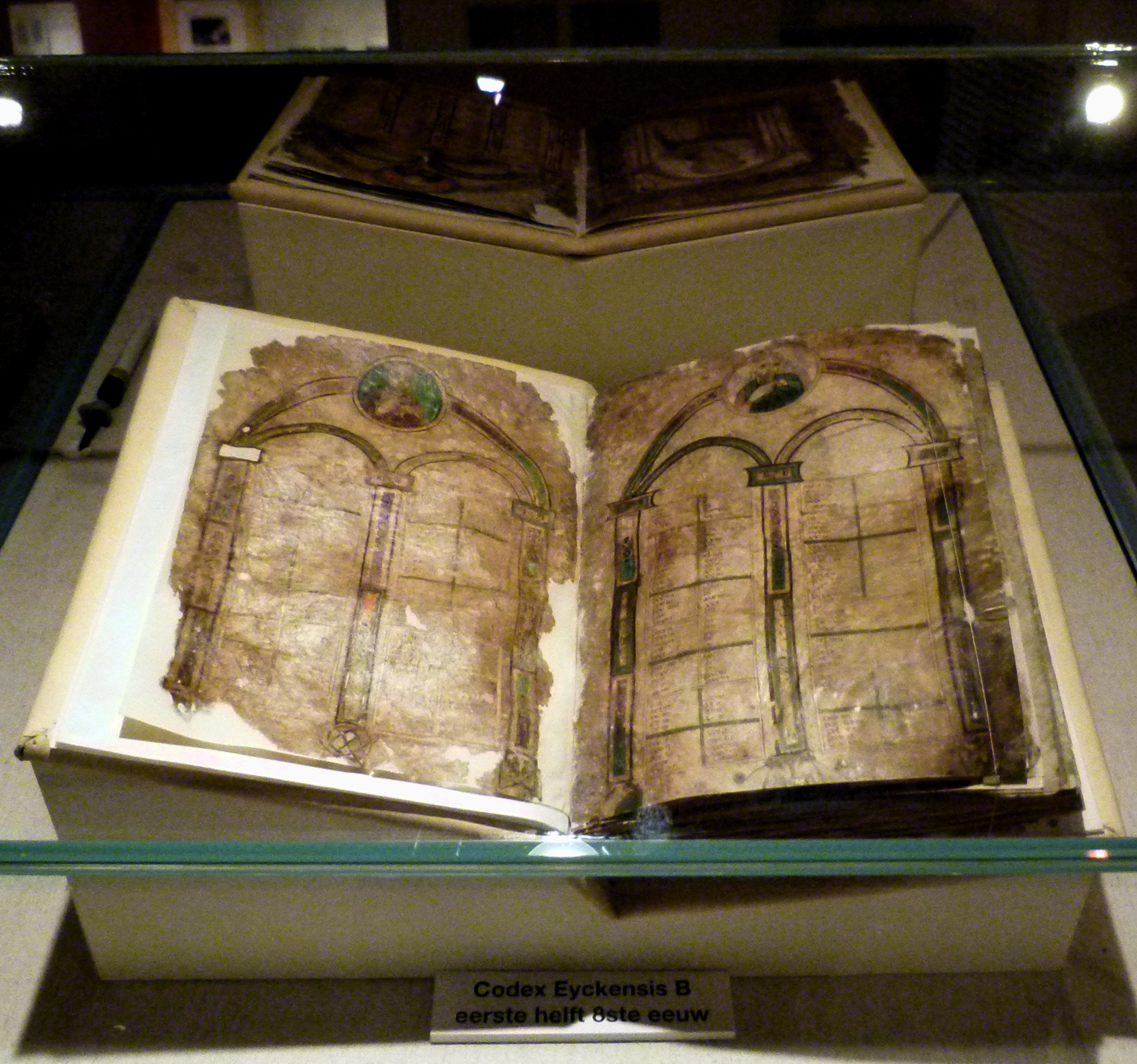
Le Codex Eyckensis exposé dans l'église Sainte-Catherine à Maaseik

Le premier manuscrit (Codex A) est incomplet. Il comporte actuellement cinq folios, une représentation d'un évangéliste en pleine page (probablement Matthieu) et un ensemble incomplet de huit tables des canons. La représentation de l’évangéliste est de style italo-byzantin, et est visiblement liée à l’Évangile Barberini de la Bibliothèque du Vatican (Barberini lat. 570). Le cadre autour de la figure est composé d’enluminures anglo-saxonnes, comme dans les Évangiles de Lindisfarne.
Les tables des canons donnent un aperçu des passages identiques dans les quatre évangiles. Elles servent de table des matières et de registre afin de permettre l’accès aux textes. Les tables des canons du manuscrit A sont décorées de colonnes et d’arcs, de symboles des quatre évangélistes et de représentations de saints.
Le deuxième manuscrit (Codex B) contient un ensemble complet de 12 tables des canons et les quatre textes évangéliques. Les tables des canons sont décorées de colonnes et d’arcs, d’images d'apôtres et symboles des évangélistes. Les textes évangéliques sont calligraphiés en lettres mérovingiennes de type minuscule insulaire, typiques des manuscrits anglais et irlandais des VIIe et VIIIe siècles, mais aussi en usage sur le continent européen. Chaque section commence par une initiale entourée de pointillés rouges et jaunes. Le texte a été calligraphié par un scribe.
Les textes évangéliques sont une version de la Vulgate de saint Jérôme de Stridon (347-420), avec quelques ajouts et modifications dans l’ordre de présentation. Des variations similaires se trouvent dans le livre de Kells (Dublin, Trinity College, XXX), le Livre d'Armagh (Dublin, Trinity College, ms 52), et les évangiles d’Echternach.

## Restauration en 1957

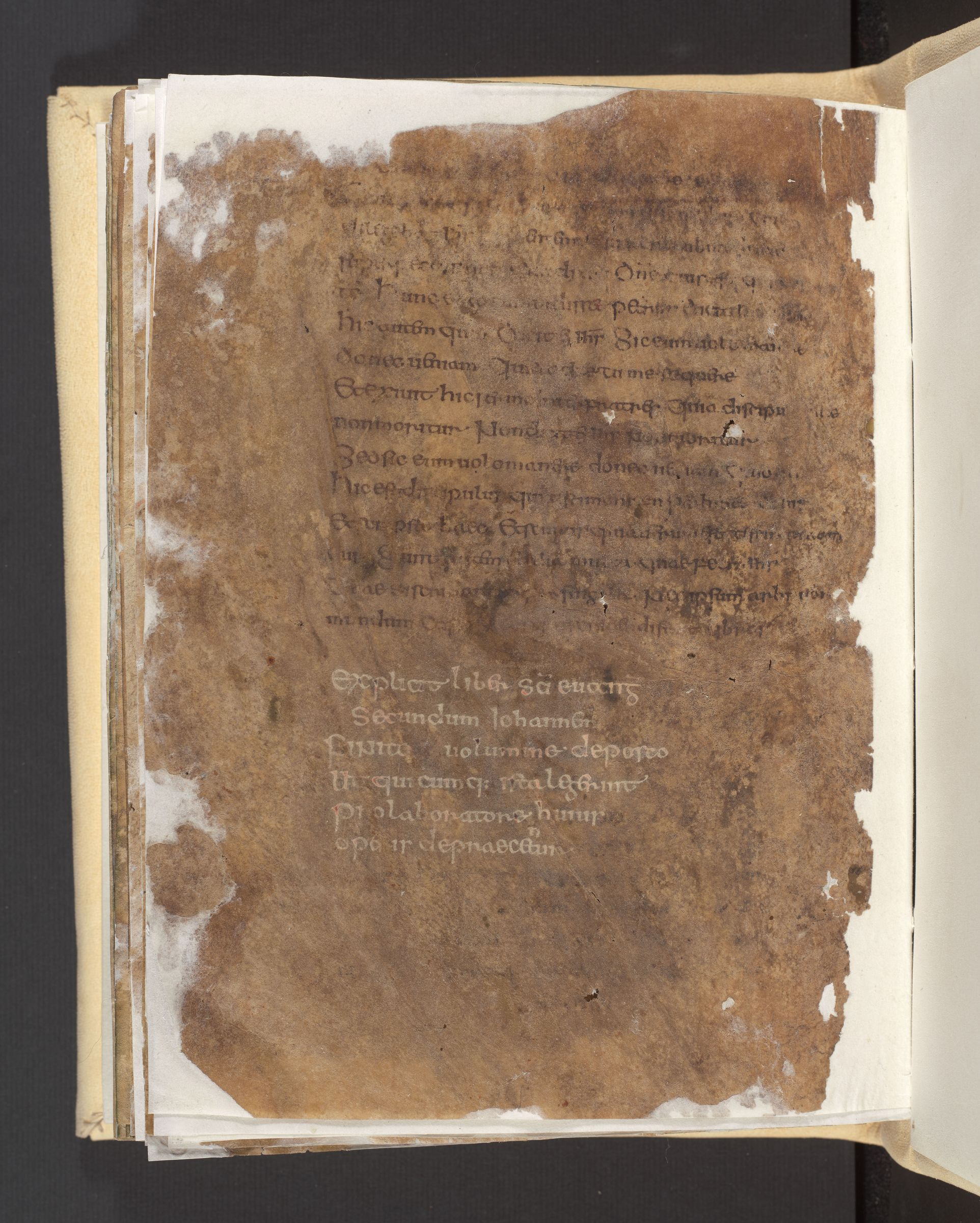
Page de texte, tirée du Codex B

En 1957, le Codex Eyckensis fait l’objet d’une restauration maladroite par Karl Sievers, un restaurateur de Düsseldorf. Il a enlevé et détruit le velours rouge des reliures du XVIIIe siècle. Puis il a appliqué un film de lamination de type "Mipofolie" sur tous les folios du manuscrit. La « Mipofolie » est un film de polychlorure de vinyle, ou PVC, qui est recouvert de dioctylphtalate. Ce type de plastification était alors une nouvelle technique de conservation. Au fil du temps ce film a généré de l'acide chlorhydrique qui a acidifié le parchemin et jauni le film lui-même. La transparence et la couleur du parchemin pouvaient changer et les polymères dissous dans le film pouvaient migrer dans le parchemin et le fragiliser. Sievers a également relié les deux codex. Pour cela, il a taillé les bords des folios, causant la perte et l'altération de fragments des enluminures.
Entre 1987 et 1993, le film PVC est éliminé et le codex restauré par une équipe de l'Institut Royal du patrimoine artistique sous la direction du docteur en chimie Jan Wauters. Pour ce faire, une technique de comblement des parties manquantes avec de la pâte de parchemin a été développée. Lors de cette restauration, les manuscrits A et B ont été dissociés.

## Études et numérisation
Le plus ancien document photographique du Codex Eyckensis date d'environ 1916. Après la restauration, le manuscrit a été photographié en 1990 par le KIK-IRPA. Un facsimilé est publié en 1994.

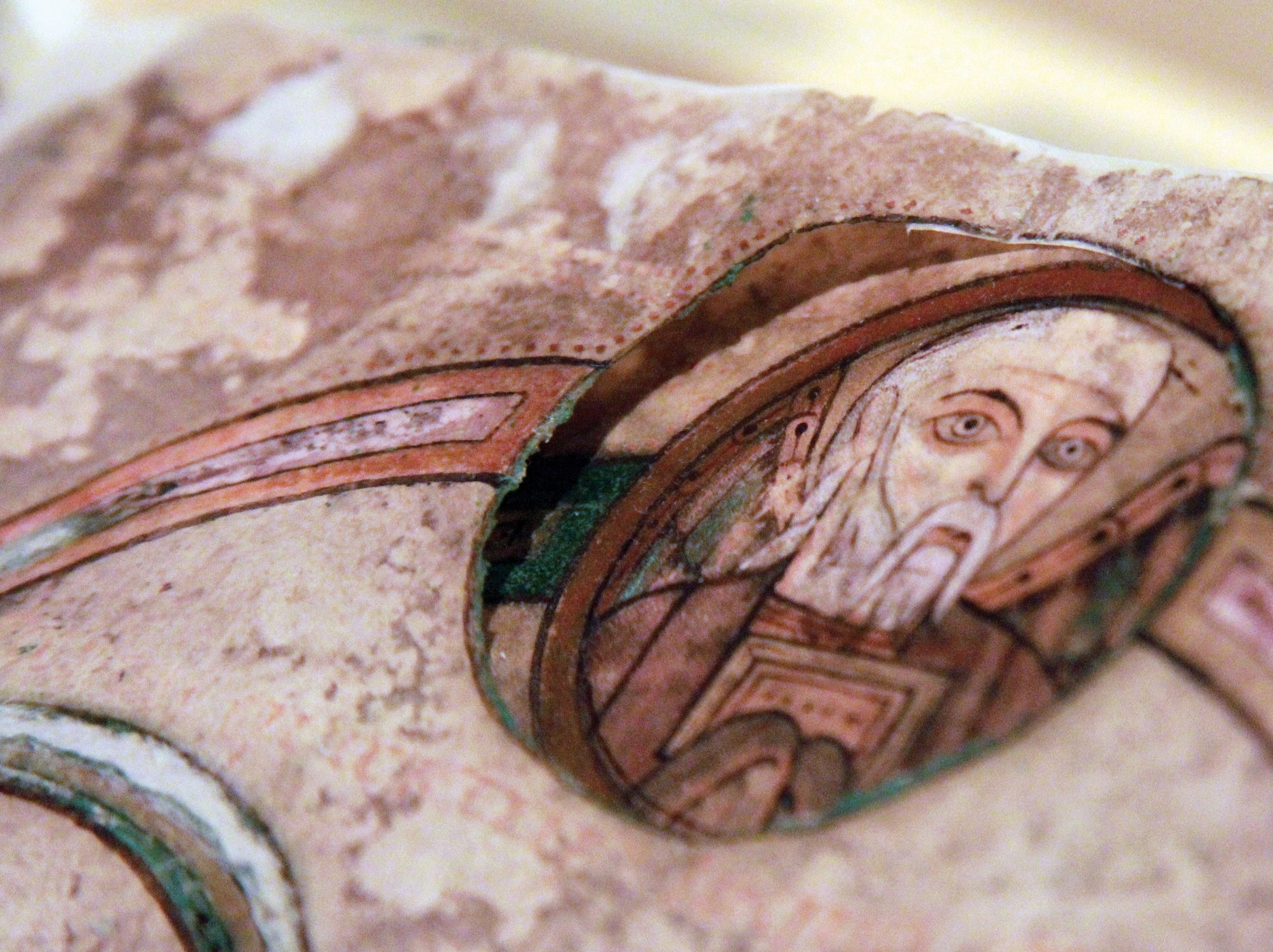
Detail du Codex Eyckensis, tiré du Codex B

Le Codex Eyckensis a fait l’objet d’une numérisation en 2015 dans l'église Sainte-Catherine par le Imaging Lab et Illuminare Leuven, le Centre pour l'étude de l'art médiéval de l'Université de Leuven sous la direction du professeur Lieve Watteeuw. Avec la collaboration de LIBIS (KULeuven), les images à haute résolution sont rendues consultables en ligne.
Le Codex Eyckensis est protégé depuis 1986 en tant que patrimoine mobilier. En 2003, le Codex Eyckensis a été reconnu comme chef-d'œuvre par la Communauté flamande.
En 2016 – 2017, une équipe de l'Université de Leuven, Illuminare pour l'étude de l'art médiéval (Professeur Lieve Watteeuw) et l'Institut Royal pour le patrimoine artistique (Dr Marina Van Bos) procède à un nouvel examen du Codex Eyckensis.